# Рикеттс, Рохан
Рохан Энтони Рикеттс (англ. Rohan Anthony Ricketts; 22 декабря 1982, Клапем, Лондон, Великобритания) — английский футболист, атакующий полузащитник.

## Карьера
Начинал карьеру в лондонском «Арсенале» Арсена Венгера. Пробиться в основной состав не смог, за главную команду сыграл лишь в одном матче — 5 ноября 2001 года в игре 3-го раунда Кубка Английской лиги против «Манчестер Юнайтед» (4:0). Играл за молодёжную команду, с которой дважды становился победителем молодёжного кубка Англии. В составе сборной Англии (U-20) участвовал в турнире в Тулоне.
В 2002 году в качестве свободного агента перешёл в другой лондонский клуб «Тоттенхэм». В первом сезоне не сыграл за команду ни одного матча, в сезоне-2003/04 стал играть за основу, и контракт с клубом был продлён. Всего в Премьер-лиге в сезонах 2003/04 и 2004/05 сыграл 30 матчей, единственный гол забил 23 ноября 2003 года в игре против «Астон Виллы» (2:1), ещё один мяч за «шпор» провёл в ворота «Ковентри Сити» в матче (3:0) 2-го раунда Кубка лиги 2003/04. С 2004 года отдавался в аренду и играл за клубы Чемпионшипа «Ковентри Сити», «Вулверхэмптон Уондерерс», «Куинз Парк Рейнджерс» и «Барнсли».
В апреле 2008 года контракт с «Барнсли», в составе которого Рикеттс нечасто выходил на поле, был расторгнут по соглашению сторон, и Рикеттс перебрался в МЛС в клуб «Торонто». Сначала зарекомендовал себя одним из ключевых игроков команды, однако после прихода в команду Дуэйна Де Розарио и Сэма Кронина стал проигрывать место в основном составе, также выражая своё неудовольствие этим в Твиттере. В итоге на его место был приобретён игрок канадской сборной Али Джерба, выступавший в предыдущем сезоне за английский «МК Донс», что позволило клубу уложиться в лимит зарплат, а Рикеттс покинул клуб.
В августе 2009 года намеревался подписать контракт с шотландским «Абердином», сыграв за него в контрольном матче против английского «Халл Сити» (1:0). Команде Марка Макги требовалось усиление после разгрома от «Сигмы» Оломоуц (1:5, 0:3) в Лиге Европы, но шотландцы финансово не потянули трансфер из-за бюджетных ограничений. В зимнее трансферное окно перешёл в венгерский «Диошдьёр», сыграл за него всего в одном матче венгерской лиги против «Гонведа» (2:4), по итогам сезона «Диошдьёр» покинул высший дивизион.
В августе 2010 года перешёл в кишинёвскую «Дачию», где столкнулся с проблемами с выплатой зарплаты, после чего покинул Молдавию и в январе 2011 года тренировался в составе клуба третьей немецкой лиги «Киккерс» Оффенбах, но перешёл в клуб региональной лиги «Вильгельмсхафен». В мае покинул клуб в статусе свободного агента.
Летом 2011 года участвовал в подготовке к сезону в составе английских команд Лиги 2 «Саутенд Юнайтед» и «Стивенидж». За «Саутенд» сыграл в контрольных матчах на предсезонном турнире, но к договорённостям по поводу заключения контракта прийти не удалось. Затем находился в расположении «Стивениджа», сыграв в товарищеском матче против резервистов «Арсенала» (0:1). В «Стивенидж» перейти также не удалось, причём, Рикеттс отметил большие нагрузки на тренировочных занятиях, которые предлагались тренером Грэмом Уэстли. 31 августа подписал контракт с ирландским «Шемрок Роверс». Дебютировал за команду 3 сентября в гостевом матче ирландской лиги с «Дандолком» (2:1), сыграл также в матчах первых двух туров группового турнира Лиги Европы (выходя в стартовом составе) против российского «Рубина» (0:3) и «Тоттенхэма» (1:3). В декабре контракт с Рикеттсом продлён не был.
В марте 2012 года Рикеттсу удалось заключить соглашение до конца сезона с клубом Лиги 1 «Эксетер Сити», однако, сыграв всего одну игру, в которой вышел на замену, 16 апреля покинул команду. В дальнейшем играл за команды различных стран в индийской Ай-лиге, эквадорской Серии А, тайской лиге, гонконгской премьер-лиге, лиге Дакки.
В Англии известен журналистской деятельностью: работой спортивным обозревателем на радио и ТВ, колумнистом, участием в ток-шоу.

### Достижения
- Победитель молодёжного Кубка Англии: 2000, 2001
- Победитель чемпионата Ирландии: 2011
- Победитель турнира Canadian Championship: 2009 (сыграл в 1 матче)
- Победитель турнира Hong Kong Senior Challenge Shield: 2014/15

Личные
- Обладатель «золотой бутсы» турнира Canadian Championship: 2008